# Legacy Of Hate
Legacy Of Hate es el segundo álbum de estudio la banda finlandesa de power metal Celesty.

## Canciones
1. "Intro" - 0:57
2. "Unbreakable" - 5:03
3. "Dream" - 4:44
4. "Breed from the land unknown" - 4:52
5. "Army of the universe" - 6:50
6. "Settlement" - 6:43
7. "Shelter" - 4:53
8. "Legacy of hate Part I" - 10:35
9. "Legacy of hate Part II" - 10:41
10. "Wickedness act" (pista adicional en Japón)

## Miembros
- Antti Railio - Voces
- J-P Alanen - Guitarra principal
- Tapani Kangas - Guitarra rítmica
- Jere Luokkamäki - Batería
- Juha Mäenpää - Teclado
- Ari Katajamäki - Bajo

## Compositores
- Juha Mäenpää
- Jere Luokkamäki
- Ari Katajamäki
- Tapani Kangas
- Janne Karhunen